# RBCエリアレポート
『RBCエリアレポート』（アールビーシーエリアレポート）は、1976年10月12日から2004年4月2日まで琉球放送（RBCテレビ）で平日夕方に放送されていた報道番組。1993年12月にRBCテレビが先島諸島での放送を開始するまでは、宮古テレビと石垣ケーブルテレビでも翌日の昼前に時差ネットされていた。

## 概要
沖縄県では本格的なローカルニュースショーは沖縄の日本復帰前の1972年4月に『RBCニュースショー こんにちは沖縄』が月曜 - 金曜の12:00 - 12:40に放送されたがわずか3ヶ月で終了、その後この番組が開始されるまで夕方の時間帯を含めてこれまで無かったが、この番組は毎週平日の30分間（一時期45分間だった）に、その日1日の沖縄県内の動きをわかりやすく解説することで視聴者の反響を受け、その後の沖縄県内各放送局の夕方のニュースに大きな影響を与えた。初代メインキャスターは稲福健蔵（RBC報道記者）で、稲福は沖縄県がアメリカ合衆国の占領下にあった1969年にTBSへ出向し、『JNNニュースデスク』でも初代メインキャスターを務めていた。番組最終回では、稲福の初期の番組でアメリカ軍基地返還後の那覇を取材したものを一部放送した。
2004年4月からは、放送枠を拡大した後継番組『RBCライブi』（後の『RBCニュース ライブi』）が放送された。

## 放送時間
- 18:00 - 18:30 （1976年10月 - 1984年9月）
- 17:45 - 18:30 （1984年10月 - 1986年9月） - 放送開始時刻を15分繰り上げて45分枠に拡大。
- 18:00 - 18:30 （1986年10月 - 1990年3月） - 30分枠に戻る。
- 18:30 - 19:00 （1990年4月 - 1997年3月） - 『JNNニュースの森』の放送開始に伴い、全国ニュースの後の時間帯へ移動。また、天気予報枠は『ヤン坊マー坊天気予報』に変更。
- 17:55 - 19:00 （1997年4月 - 2000年3月） - 『JNNニュースの森』を内包して65分枠に拡大。ちなみに17:55からの5分枠は「RBCエリアフラッシュ」というタイトルだった。
- 18:19 - 19:00 （2000年4月 - 2002年3月） - 『JNNニュースの森』の放送開始時刻が5分繰り上がるのに伴い、17:55からの「RBCエリアフラッシュ」を廃枠。
- 18:16 - 18:50 （2002年3月 - 2004年4月2日） - 放送枠縮小。放送開始時刻を3分繰り上げ。

## 主なキャスター
- 稲福健蔵
- 仲村一夫
- 新屋敷二幸
- 阿波連本紀
- 土方浄 - 後番組の『RBCライブi』でもキャスターを務めた。
- 比嘉京子
- 比嘉俊次 - 後番組の『RBCライブi』と『RBC THE NEWS』でもキャスターを務めている。

## テーマ曲とタイトル
- 初代は木琴と笛をアレンジしたテーマソングをバックに、番組タイトル（1行目が「RBC」、2行目「エリア」、3行目「レポート」）の文字が左右に行ったりきたりするものだった。
- また、オープニングとエンディングの提供クレジット表示などには、お天気カメラがある国道58号松山交差点が映し出された。オープニングの映像はその後オリジナルだったり、ニュース映像を背景にしたりしていた。また、エンディングの提供クレジットは画面下中央表示で、アナウンスは無し。

## RBCラジオエリアレポート
1980年代半ばから1997年までは、RBCラジオでもラジオ版エリアレポートが『RBCラジオエリアレポート』のタイトルで平日夕方に放送されていた。1993年までの放送時間は17:00 - 17:30だったが、その後は『小沢昭一の小沢昭一的こころ』と『ネットワークTODAY』の放送時間繰上げに伴い、17:45前後 - 18:10前後に時間移動した。通常はテレビ版エリアレポートの放送時間と被ることは無かったが、特別編成で繰り上げになる際には被ることもあった。また、提供スポンサーもテレビのように番組一括ではなく、コーナーごととなっていた。